# Batalha de Alarcos
A Batalha de Alarcos foi travada em 18 de julho de 1195 entre uma aliança de almóadas, liderados pelo califa Iacube Almançor, alguma cavalaria castelhana liderada por Pedro Fernandes de Castro contra o rei Afonso VIII de Castela. Foi também chamada de o Desastre de Alarcos nos reinos cristãos.

## Antecedentes
Em 1190, o califa almóada Iacube Almançor forçou um armistício aos reis cristãos de Castela e Leão, depois de repelir os seus ataques aos territórios muçulmanos na Península Ibérica. No fim dessas tréguas, e depois de receber notícias de uma rebelião no norte de África, o rei Afonso VIII de Castela decidiu atacar a província de Sevilha. Um forte exército sob as ordens do arcebispo de Toledo Martim Lópes de Pisuerga, que incluía cavaleiros da ordem militar de Calatrava, assolou e pilhou a região. Os governadores de Alandalus fizeram um pedido de ajuda tão pungente que Iacube Almançor decidiu sair de Marraquexe para liderar ele mesmo uma expedição contra os cristãos.
Aportou em Tarifa a 1 de junho de 1195 e, depois de atravessar a província de Sevilha, o exército almóada chegou a Córdova em 30 de junho. Foi reforçado pelas poucas tropas conseguidas pelos governadores locais e por um contingente de cavalaria cristã sob o comando de Pedro Fernandes de Castro, rebelado contra o seu rei.
A 4 de julho Iacube saiu de Córdova, atravessou o desfiladeiro de Muradal (ou Despeñaperros, na província de Xaém) e avançou pela planície de Salvatierra. Um destacamento de cavalaria da Ordem de Calatrava, juntamente com alguns cavaleiros de castelos locais, tentaram obter informações sobre as forças mouras e o seu destino. Cercados pelos muçulmanos, quase foram exterminados, mas conseguiram informações suficientes para alarmar o rei de Castela.
Afonso VIII apressou-se a reunir o seu exército em Toledo e a marchar para Alarcos (do árabe al-Arak), perto do rio Guadiana, onde actualmente se encontra Ciudad Real, cuja fortaleza ainda estava em construção. Determinado em impedir o acesso do inimigo ao vale do Tejo, não esperou os reforços de Afonso IX de Leão e de Sancho VII de Navarra.
Quando encontrou o exército almóada a 16 de julho, Afonso percebeu a sua inferioridade numérica, mas mesmo assim deu batalha em vez de retirar para Talavera, à distância de poucos dias de marcha e já alcançada pelas tropas leonesas. Abu Iúçufe não aceitou a batalha neste dia, preferindo descansar as suas forças. Mas na madrugada de quarta-feira, dia 18 de julho, o exército mouro fez a formação para a batalha ao redor de uma pequena colina chamada La Cabeza, a uma distância de dois tiros de arco de Alarcos.

## A batalha
O califa deu o comando da forte vanguarda ao seu vizir, Abu Iáia ibne Abi Hafes: na primeira linha os voluntários merínidas sob Abu Jalil Maiu ibne Abacar, com um grande corpo de arqueiros e os berberes da tribo dos zanatas. Atrás deles, na colina, o vizir com a bandeira do califado e a sua guarda pessoal, da tribo Hintata. No flanco esquerdo o exército árabe sob Iarmune ibne Ria e no direito as hostes do Alandalus sob ibne Sanadide. Iacube Almançor comandou a retaguarda, com o melhor das forças almóadas (lideradas por Iabir ibne Iúçufe, Abdal Caui, Taliune, Maomé ibne Muncafade e Abu Jazir Iailufe Alaurabi) e uma forte guarda de escravos negros. Era um exército formidável, cuja força Afonso VIII subestimara.
O rei castelhano colocou a maioria da sua cavalaria pesada em um corpo compacto de cerca 8 000 homens, e deu o comando ao aguerrido Diego Lopes II de Haro, senhor da Biscaia. A ideia era arrasarem o inimigo em uma carga avassaladora. O rei seguiria com a infantaria e as ordens militares para aniquilar completamente os mouros.
A carga da cavalaria cristã foi um pouco desordenada, mas ganharam o momento. Os cavaleiros caíram sobre os zanatas e os merínidas e dispersaram-nos. Atraídos pelo estandarte do califa, continuaram a carga subindo a colina e mataram o vizir Abu Iáia enquanto os hintatas caíram tentando protegê-lo. A maioria dos cavaleiros virou para a esquerda e, depois de uma dura luta, dispersaram as forças de ibne Sanadide.
Depois de três horas de batalha, fazia-se sentir o calor do meio-dia. A fadiga e os projécteis dos árabes desgastaram os cavaleiros, que usavam pesadas armaduras. Iarmune ladeava o flanco e a retaguarda de Castela. Agora era a vez do ataque da elite das forças almóadas, com o próprio sultão à vista nas fileiras. Os cavaleiros ficaram quase cercados.
Afonso VIII avançou com o resto das suas forças para a peleja, mas viu-se atacado por todos os lados e sob uma chuva de flechas. Lutou no corpo-a-corpo por algum tempo, até ser retirado do calor da batalha, conta-se que quase à força, pela sua guarda, até retirar para Toledo. A infantaria castelhana ficou para ser aniquilada, juntamente com a maioria dos cavaleiros das ordens que lhes davam apoio. O senhor da Biscaia ainda tentou forçar a saída através do cerco de inimigos, mas acabou por se refugiar na fortaleza inacabada de Alarcos, com apenas um pequeno grupo de cavaleiros.
O castelo foi cercado, com cerca de 3 000 pessoas no interior, metade deles mulheres e crianças. O rebelado Pedro Fernandes de Castro, que pouco participara da batalha, foi enviado pelo califa para negociar a rendição. Permitem que Lópes de Haro e os sobreviventes se retirem, deixando 12 cavaleiros como reféns para o pagamento de um grande resgate.
O exército castelhano fora destruído. Os mortos incluíam três bispos (de Ávila, Segóvia e Sigüenza), o conde Ordonho Garcia de Roda e os seus irmãos, os condes Pedro Ruiz de Gusmão e Rodrigo Sanches, os Mestres Sancho Fernandes de Lemus da Ordem de Santiago, e Gonçalo Viegas da Ordem de Évora. As perdas também foram pesadas para os muçulmanos: morrera o vizir e Abacar, comandante dos voluntários merínidas, morreria das feridas desta batalha no ano seguinte.

## Consequências
O desfecho da batalha ameaçou por algum tempo a estabilidade do reino de Castela. Todos os castelos da região renderam-se ou foram abandonados: Malagón, Benavente, Calatrava, Caracuel e a Torre de Guadalferza. Estava aberto o caminho para Toledo. Mas as perdas de Iacube Almançor obrigaram-no a voltar a Sevilha. Foi lá que ele tomou o título de Almançor Bilá - feito vitorioso por Alá.
Nos próximos dois anos, as forças de Almançor devastaram a Estremadura, o vale do Tejo, Mancha e a área ao redor de Toledo. Avançaram sobre Montánchez, Trujillo, Plasencia, Talavera, Escalona e Maqueda. Algumas destas expedições foram lideradas pelo renegado Pedro Fernandes de Castro. E a diplomacia almóada obteve uma aliança com Afonso IX de Leão, furioso por o rei castelhano não ter aguardado por ele para a batalha de Alarcos, e a neutralidade de Navarra. Mas o califa acabou por retirar a Península Ibérica das suas prioridades. Sentindo-se doente, e com o seu objectivo de salvar Alandalus um pleno sucesso, voltou a África em 1198. Morreu em Fevereiro de 1199.
O contra-ataque castelhano demoraria 17 anos, altura em que o rei de Castela, depois de negociar alianças com os reinos cristãos sob a influência de uma cruzada proclamada pelo papa Inocêncio III, liderou a derrota de Maomé Anácer, o filho de Iacube Almançor, na Batalha de Navas de Tolosa.